# Teletón 2018 (Chile)
La Teletón 2018, también llamada Teletón 40 años, fue la trigésima versión de la campaña solidaria que se realizó en Chile, la cual buscó recaudar fondos para la rehabilitación de personas con deficiencias motrices. El evento, transmitido prácticamente por 28 horas consecutivas se llevó a cabo desde el Teatro Teletón a partir de las 22:00 del viernes 30 de noviembre hasta las 21:21 del sábado 1 de diciembre, y desde el Estadio Nacional Julio Martínez Prádanos desde las 22:00 hasta las 02:03 del domingo en su recta final, y se prolongó por alrededor de 28 horas y 3 minutos. El lema oficial de esta campaña fue «El regalo de todos» y su foco es la conmemoración de los 40 años de existencia de la cruzada solidaria desde la Primera Teletón realizada en 1978. La niña embajadora de esta edición fue Florencia Catalán.
El 27 de diciembre, el gerente general del Banco de Chile, Eduardo Ebensperger, el presidente del Directorio de la Fundación Teletón Daniel Fernández y la directora ejecutiva Ximena Casarejos, entregaron la cifra final alcanzada en esta campaña, llegando al total de CL$ 37 954 551 757 (US$), que representa un 9,68 % por sobre la meta trazada.

## Campaña

### Lanzamiento
El lanzamiento oficial de la campaña fue el 24 de septiembre en el Teatro Teletón, donde se presentó el himno de la campaña, que incluye el lema "Mi regalo", interpretado por el actor y cantante Augusto Schuster. Contó con la presencia de autoridades como la Intendente de la Región Metropolitana Karla Rubilar, el directorio de la Teletón encabezado por Daniel Fernández, la ministra del Deporte Pauline Kantor, entre otros. Además, se le realizó un homenaje a Ximena Casarejos.

### Antecedentes
El 8 de mayo, Mario Kreutzberger acompañado de la Directora Ejecutiva Ximena Casarejos, realizaron una visita protocolar en la cual se reunieron con el presidente de la República Sebastián Piñera, quien los recibió en el salón de audiencias del Palacio de la Moneda. Por cerca de una hora, el animador conversó con el Mandatario sobre diversos aspectos relacionados con la gestión y al trabajo desarrollado por la institución durante el año pasado. Asimismo, tuvo la oportunidad de manifestarle los desafíos pendientes de la obra que él lidera y de invitarlo a sumarse a una nueva cruzada solidaria, cuya fecha anunció durante su visita al mandatario. Finalmente, el animador destacó la recepción que tuvo el presidente, destacando que "fue muy amable y muy gentil con nosotros".
| "Este año el gran regalo de Chile es que vamos a celebrar los 40 años y lo queremos celebrar por todo lo alto. Esta actividad que se ha hecho durante este tiempo, ha sido una actividad que ha tenido el éxito que ha tenido por que han participado todos los chilenos o la gran mayoría de los chilenos." |
| Don Francisco |

El 24 de agosto se inauguró, con la presencia de autoridades de la Fundación Teletón y de la ministra de las Culturas, las Artes y el Patrimonio, Consuelo Valdés, la primera Biblioteca Inclusiva del Instituto de Santiago, iniciativa que nació gracias al apoyo del Fondo del Libro y la Lectura 2018 que busca ser una sala de espera recreativa, donde está disponible una colección de más de 700 títulos que pueden ser consultados y leídos por los miembros de la comunidad de usuarios de la Teletón. La Biblioteca Inclusiva se convierte así en una sala de espera recreativa, que puede ser utilizada por todos los miembros de la comunidad, donde además los niños, niñas y jóvenes, sus familiares, trabajadores y voluntarios, pueden solicitar libros en préstamo por 15 días y acceder a la Biblioteca Pública Digital, a través de un computador instalado en la sala. El funcionamiento de la sala es apoyado por voluntarios de Teletón, quienes permanecieron durante el día acompañando a los visitantes y realizaron actividades de fomento a la lectura.
El 4 de octubre, y en el marco de las actividades de precampaña, se efectuó la "II Bienal de Arte Inclusivo" en el Centro Gabriela Mistral GAM (ex Edificio Diego Portales) en Santiago, que contó con cuatro muestras permanentes para reconocer y difundir las obras de artistas con necesidades especiales, ofreciéndoles una plataforma de exhibición para insertarlos en el circuito artístico cultural local. Esta actividad fue organizada por la Fundación Teletón en conjunto con el Banco de Chile. La actividad contó con cuatro muestras principales, entre las que destacó una selección de 60 autorretratos que reflexiona sobre la relación del arte e identidad; espacio de exhibición y venta de cuadros, esculturas y otras obras plásticas de artistas con discapacidad; exposición de obras bidimensionales de los Talleres de Arte de Teletón; y una selección de 50 obras participantes del II Concurso de Artes Plásticas de artistas con discapacidad.
Entre el lunes 25 y martes 26 de noviembre se inició al reparto de entradas para el show de cierre en el Estadio Nacional, mientras que para asistir a los bloques del programa en el Teatro Teletón y en el Teatro Caupolicán se entregaron el martes 26 y miércoles 27 de noviembre. La entidad organizadora proyecto poder repartir 42 mil entradas para el bloque de clausura de la campaña, y 3 mil entradas en el Teatro Teletón e idéntica cifra en el Caupolicán.
Por cuarta versión consecutiva, se realizó a las 11:00 h del viernes 30 de noviembre la «Matinatón». Los programas matinales Bienvenidos (Canal 13), Muy buenos días (TVN), Mucho gusto (Mega), La mañana (Chilevisión) y Hola Chile (La Red) se juntaron en las horas previas a la cruzada solidaria para realizar este bloque especial junto con Don Francisco. Además, aprovecharon la ocasión para realizar un juego que bautizaron como "¿Quién quiere ser solidario?", que fue una especie de trivia sobre la Teletón. En esta oportunidad, el equipo de Muy buenos días fue el anfitrión.

### El fin de la "Vedetón"
El 22 de noviembre se anunció a través de la prensa, aunque no se confirmó oficialmente en su momento, el término de una de las secciones tradicionales y esperadas por el público masculino: la "Vedetón". Quien confirmó dicha noticia fue el animador Eduardo Fuentes,  quien señaló que "ya no va la vedetón, no hay vedetón… como no podía animarla yo (bromeó)". Además destacó que dicho segmento tiene "un aspecto más simbólico que práctico".
Los segmentos "Vedetón" y "Mister Teletón" que se habían realizado durante años, y que las últimas versiones de la campaña fueron cambiados por actividades entre hombres y mujeres, fueron reemplazados por un show que incluyó imitadores de cantantes y segmentos humorísticos formato "Stand Up Comedy", el cual se llamó "Talentón" y en la que participaron distintos rostros de la televisión, política y otros al estilo "Mi Nombre es..." y "Yo Soy".
Según personeros cercanos al evento televisivo, el bloque de la Vedetón ya quedó obsoleto, considerando el rol de la mujer en la actualidad y el creciente movimiento feminista,  que precisamente cuestiona el rol que se le asigna a la mujer en medios de comunicación.

### Gira Teletón
La gira se realizó el 14 de noviembre y fue transmitida vía streaming por el sitio web de la Teletón y también vía Facebook Live y YouTube. En su tramo norte, la gira realizó actos en las ciudades de:
- Arica: 14 de noviembre
- Iquique: 15 de noviembre
- Antofagasta: 16 de noviembre
- Copiapó: 17 de noviembre
- La Serena: 18 de noviembre

Tras un breve descanso, la delegación retomó su periplo hacia el sur en el llamado «tren de la solidaridad». El tramo comprendió las ciudades de:
- Talca: 20 de noviembre
- Concepción: 21 de noviembre
- Temuco: 22 de noviembre
- Valdivia: 23 de noviembre
- Puerto Montt: 24 de noviembre
- Coyhaique: 25 de noviembre

Los artistas que se presentaron en esta gira son: La Sonora de Tommy Rey, LÓPEZ (banda integrada por exintegrantes de Los Bunkers), Augusto Schuster, Mariel Mariel, Sinergia, Megapuesta, Shamanes, Consuelo Schuster, Jordan, Sondelvalle, Noche de Brujas, Clan Rojo, La Noche, Natalino y Mambo Chumbekes, además del Circo de Pastelito y Tachuela Chico; mientras que los conductores que estuvieron en la gira son: Rafael Araneda, Karol Lucero, Eduardo Fuentes, Óscar Álvarez, Karen Doggenweiler y Juan Pablo Queraltó.
Además, y como ya es tradición desde la gira de 2012, se hicieron algunas paradas de día en ciudades intermedias, en donde parte de la delegación realizaron presentaciones. Estos "mini shows" se efectuaron en:
- Rancagua, San Fernando, Chimbarongo y Curicó: 20 de noviembre
- Linares, Parral, Chillán y San Rosendo: 21 de noviembre
- Renaico, Collipulli, Victoria y Lautaro: 22 de noviembre
- San José de la Mariquina y Máfil: 23 de noviembre
- Osorno: 24 de noviembre

Durante la gira también se realizó el Talento Teletón, en el que se invitó a los talentos regionales a compartir escenario con grandes artistas y presentare ante miles de personas. Esta vez la convocatoria fue para las familias que compartan en la música, baile, humor y otros.

## Transmisión

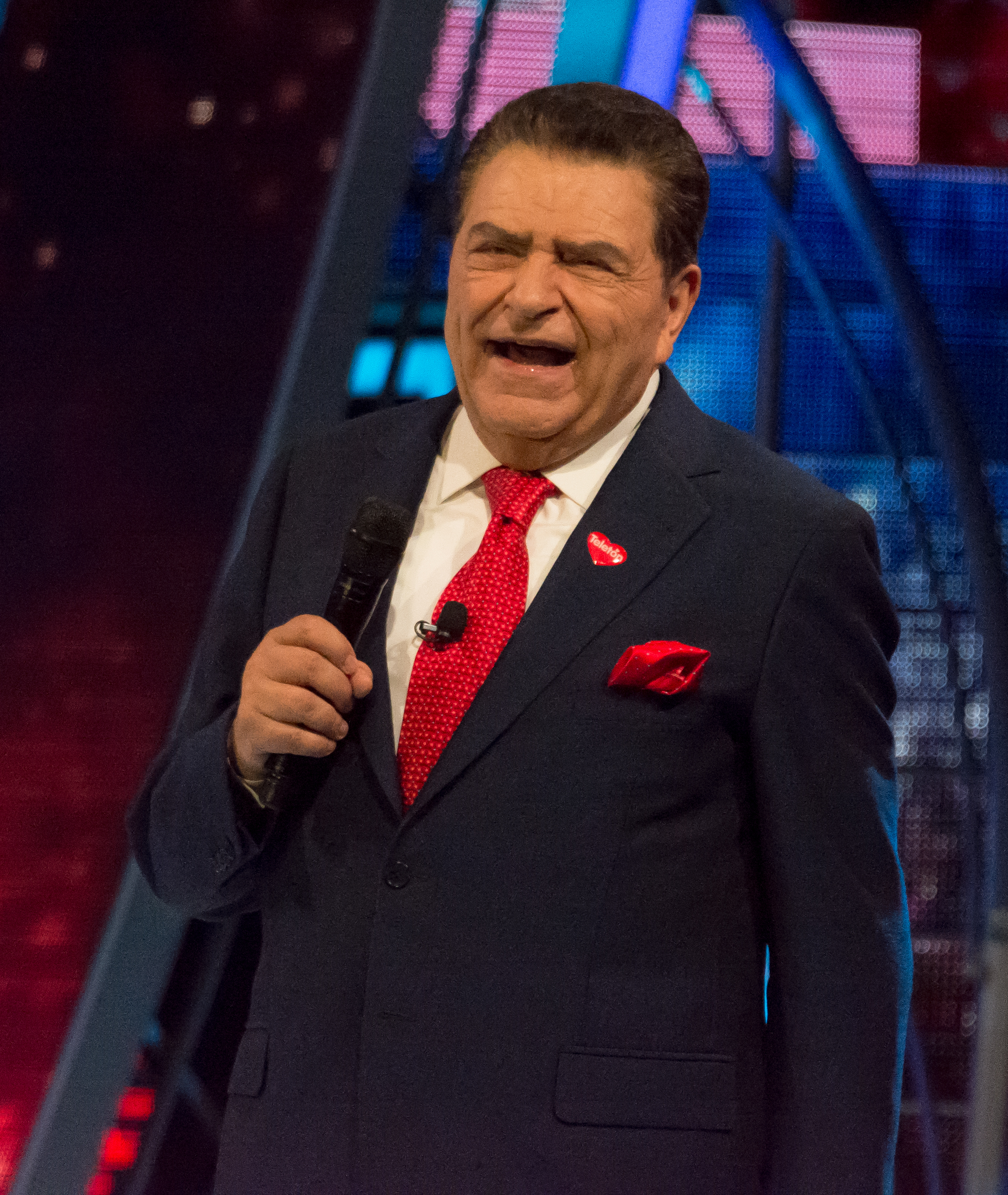
Don Francisco durante la obertura de la Teletón.

La transmisión del evento se realiza en conjunto por todos los canales de televisión agrupados en ANATEL: 
- Telecanal
- La Red
- TV+/TaTeTi/UCV3
- TVN/TV Chile
- Mega
- Chilevisión
- Canal 13/13i/T13 Móvil
- TVR

El evento también es transmitido en vivo por el canal oficial de Teletón en YouTube.

### Programación
En esta edición se decidió suprimir los segmentos con contenido erótico que eran emitidos en la madrugada del día sábado (como por ejemplo la «Vedetón» o «Míster Teletón»), siendo reemplazadas por segmentos humorísticos y de imitadores de cantantes. El evento está compuesto por los siguientes bloques:
| Horario                                | Bloque           | Contenido y presentaciones musicales |
| -------------------------------------- | ---------------- | --- |
| 22:00 - 02:02                          | Obertura         | Primero, se muestra escenas de la Teletón en estos 40 años, luego se muestra un acto de danza contemporánea con dos jóvenes de la campaña en situación de silla de ruedas y finalmente Denise Rosenthal y Mario Guerrero, en colaboración con Pancho Sazo, Consuelo Schuster, Ginette Acevedo, Gloria Simonetti, Juan Carlos Duque y Andrea Tessa, cantan la canción de Fito Páez "Yo vengo a ofrecer mi corazón". Después, con un saludo de la televisión chilena por parte de ANATEL comienza la edición número 30 de la cruzada solidaria. Acto seguido se mostró la historia de la Sociedad Pro Ayuda al Niño Lisiado. Luego de aquello, se exhibió algunas escenas de la obertura desde la Primera Teletón en 1978, y gracias a la tecnología, se hizo un viaje en el tiempo en la cual se produjo la transición de Don Francisco de ese año al actual. A continuación, Mario Kreutzberger entregó su discurso inicial ante las máximas autoridades del país y el público presente en el teatro en la que hace un llamado al país a colaborar y de lo importante que ha sido la campaña durante los 40 años de existencia. La niña embajadora Florencia Catalán converso, junto con distintos niños embajadores en un video grabado, con el presidente de la República Sebastián Piñera. En esta ocasión, quien dio el discurso a nombre del Gobierno fue la primera dama Cecilia Morel, debido a que el mandatario se encontraba en Argentina en la reunión del G20. Además, Don Francisco anunció que la familia Luksic entregó su donación para este año que alcanzó la cantidad de $1.500.000.000.- Se tomó contacto con Concepción en donde se llevó a cabo la "Fiesta de Chile". El humor quedó a cargo de "Bombo Fica" con su clásico humor al estilo Stand Up Comedy. - Presentaciones musicales: - Raphael: — "Mi gran noche". - Tommy Rey, Jordan, Leo Rey y Kanela — Medley de cumbia (acompañados de la Orquesta Filarmónica Juvenil). - Desde la Plaza de Armas de Concepción: - Tomo como Rey: — Medley. - Sinergia: — "Mi señora". - Augusto Schuster: — "Me enamoré" / "Mi regalo" (canción oficial Teletón 2018) (desde la Plaza de Armas de Concepción). - Luciano Pereyra :— "Como tú". |
| 02:02 - 07:24                          | Madrugatón       | - Bloque de trasnoche conducido por Julián Elfenbein y Diana Bolocco. Los segmentos de este bloque fueron: Stand-up comedy: género de comedia en vivo donde el intérprete se dirige directamente a una audiencia en vivo. Los que participaron fueron: Pamela Leiva y Felipe Avello. - Humor: estuvo a cargo del dúo "Melón y Melame", quienes reaparecieron después de 16 años de separación. - "Yo quiero ser": segmento en donde famosos interpretaron a diversos cantantes. El jurado estuvo compuesto por Alejandra Valle, Jean Philippe Cretton y Carolina De Moras. Ellos, junto con la votación del público a través de la "Aplicatón", determinaron al ganador. Los participantes fueron: - Rodrigo Villegas (Sandro). - Ximena Rincón y Felipe Kast (Dúo Pimpinela). - María Elena Swett (Amy Winehouse). - Carolina Urrejola, Constanza Santa María y Monserrat Álvarez (Pandora). - Fernando Godoy (Mon Laferte) (ganador). Paralelamente se realizó el "Carpool-ton", inspirado en el Carpool Karaoke de James Corden; que esta vez fue presentado por José Miguel Viñuela, quien recorrió en un automóvil diferentes puntos de Santiago, trasladando a artistas y animadores a los diferentes eventos de Teletón, y visitando las sucursales del Banco de Chile. - Presentaciones musicales/artísticas: - Coreografía de "Power Peralta". - Coreografía de Karen Forcano y Ricardo Vega. - Chumbeques, Combo Tortuga y Los Viking's 5 — Medley de temas de cumbia. |
| 07:25 - 12:40                          | Levántate Papito | Se empezó con el desayuno de Chile desde diversos rincones del país. Mario Kreutzberger se trasladó a la comuna de Peñaflor para motivar a los chilenos en un desayuno campestre a la chilena. En el teatro se presentaron los finalistas del "Talento Teletón", elegidos en la Gira 2018, siendo ganadora Kelly Chávez a través del voto de la "Aplicatón". En este horario se realizó, además, la tradicional corrida Teletón 6.5K desde la Plaza de la Ciudadanía. A las 11:17 horas comenzó el bloque infantil, el clásico bloque de todos los tiempos, pensado para los niños y la familia. En la conducción estuvieron Rafael Araneda y Karen Doggenweiler, desde el Teatro Caupolicán. - Talento Teletón: - Isaac Horstmeier (Arica, 20%) - Cristina Alfaro (Antofagasta, 10%) - Kelly Chávez (Concepción, 66%) - Lorena y Lorena (Temuco, 5%) - * Presentaciones musicales/artísticas: - Sonora Palacios — Medley. - Desde el Teatro Caupolicán: - Circo de Pastelito y Tachuela Chico. - Cali y El Dandee — "Yo te esperaré" y "Sirena". - Cantando Aprendo a Hablar Junto con Bulublú de vuelta y la primera aparición de los Explora Colores en el Teletón. - Adexe y Nau — "Esto no es sincero". - Cachureos — Tema principal de apertura, "Congelao" y "Kikiri que le haga". |
| 12:45 - 16:45                          | Gamertón         | Fue la gran innovación para este año. La campaña se quiso conectar con los juegos en línea que todos los jóvenes y adolescentes de Chile siguen de manera virtual. El inicio del bloque tuvo un guiño a dos videojuegos famosos: "Street Fighter" y "Mario Bros". Estuvieron en la conducción Matías Vega, Joaquín Méndez y Catalina Salazar desde el Estadio Municipal de Las Condes. Este bloque estuvo compuesto por las siguientes secciones: - Duelo de Just Dance: Betsy Camino y Gustavo Becerra (ganador). - Concurso de Cosplay: tres participantes compitieron por ser el ganador quien lo determinó el público a través de la "Aplicatón" - Millaray Viera (Mujer Maravilla, 20%). - Javiera Contador (Canario Negro, 56%). - Thiago Cunha (Drift - Fortnite, 24%). - Partido de FIFA en línea relatado por Alberto Jesús López y con los comentarios de Rodrigo Sepúlveda. Durante el bloque se efectuó desde las 13:26 horas Noticias Teletón con los periodistas Karim Butte (Chilevisión), Ramón Ulloa (Canal 13), Priscilla Vargas (Mega) y Andrea Arístegui (Televisión Nacional de Chile) desde el estudio de 24 Horas de TVN con las últimas informaciones de Chile y del mundo, y de lo que estaba ocurriendo con respecto a la jornada solidaria. Durante el bloque, se desarrolló la "Asadotón" junto a la tarea de los Buenos Deseos, cortesía de Unimarc. Y además, se efectuó la Radiotón, la que abarcó las décadas del 80, 90 y 2000, y que fueron presentados por animadores de distintas radios de alcance nacional. - Presentaciones musicales: - W24 — "Love me" y "Sosime". - Amaya Forch — Medley canciones onda Disco. - Javiera Mena — "Dentro de ti" y "Otra era". - Artistas en la Radiotón - Lucía Covarrubias — "Thriller" (Michael Jackson) (Freddy Guerrero, Radioactiva y Andrea Hoffman, ADN Radio Chile). - Francisca Sfeir — "Wannabe" (Spice Girls) (Sebastián González y Elena Dressel, Radio La Clave). - Lucía Covarrubias, Francisca Sfeir y Amaya Forch — "Uptown Funk" (Bruno Mars) (Raúl Lillo y Margarita Villegas, Radio Disney Chile). |
| 16:45 - 21:21                          | Chile se Supera  | Bloque estelar y último desde el Teatro Teletón, que se inició con un tributo al grupo Los Jaivas con la canción "Hijos de la tierra". Se exhibieron las últimas historias de esfuerzo de personas que se han rehabilitado y que buscaban seguir motivando a los chilenos a colaborar. Julián Elfenbein preparó junto a dos equipos un especial de Pasapalabra Teletón 40 años. Los equipos fueron: - Equipo azul: Carmen Gloria Arroyo, Iván Zamorano y Fernando Godoy. - Equipo naranjo: Cristian Sánchez, Tonka Tomicic y Karen Doggenweiler (equipo ganador). Se presentó de manera improvisada el Presidente de la República Sebastián Piñera junto con la primera dama Cecilia Morel y aprovechó de entregar su mensaje para que los chilenos cooperen en las últimas horas de campaña. A las 21:21 horas se entregó el último cómputo en el teatro y fue de $ 18.721.397.991.- - Presentaciones musicales: - Buddy Richard y Juan Ángel Mallorca — "Tu cariño se me va" - Verónica Villarroel y Luis Jara junto a Valentín Trujillo — Medley de grandes éxitos. - Andrés de León — Medley ("Mi loco amor de verano" / "Quiero" / "Ahora qué"). - Leslie Grace — "Duro y suave". |
| Noticieros de cada canal (21:21-22:21) |                  | |
| 22:21 - 02:03                          | Cierre           | Bloque de clausura de la campaña solidaria en el Estadio Nacional Julio Martínez Prádanos, en la cual se presentaron diversos artistas y se entregaron las donaciones más importantes. Conducido por Mario Kreutzberger junto con Tonka Tomicic, Julián Elfenbein, Karen Doggenweiler, Rafael Araneda, Katherine Salosny, Luis Jara, Cecilia Bolocco, Karol Lucero y Francisca "Kika" Silva. El humor corrió por cuenta de Stefan Kramer, quien personificó al cantante mexicano Luis Miguel. A las 00:15 horas, los animadores se dieron el abrazo que tradicionalmente se realiza tras pasar la meta, sin embargo el programa continuó. Nuevamente apareció el empresario José Luis Nazar, quien entregó una importante donación si es que el público del estadio hizo una pequeña coreografía del dúo Power Peralta. Aquello se cumplió y la donación es de US$ 1.040.000.-, que traducido a moneda nacional es de $ 698.629.360. A las 01:52 horas del domingo 2 de diciembre se entregó el último cómputo el cual fue de $ 32.851.438.341.- Luego del discurso de agradecimiento de Don Francisco y la actuación de Noche de Brujas, todos los animadores y el público en el estadio cantaron el Himno Nacional, tal como ocurrió el año anterior, y con ello se cerró la trigésima versión de la campaña. - Presentaciones musicales: - Obertura: Los Jaivas junto con Camila Gallardo, Javiera Mena, Luis Jara, Kanela, Toarii Valantin y Paulina Rubio: Mira niñita y Todos juntos. - Gente de Zona: "Te duele", "La gozadera". - Emmanuel: "Chica de humo" y "Sentirme vivo". - Camila Gallardo: "Querida rosa" y "Abrázame". - Cali y El Dandee: "Yo te esperaré" y "Sirena". - Luciano Pereyra: "Enseñame a vivir sin ti" y "Como tú". - Pepe Aguilar: "Por una mujer bonita" y "No vale la pena". - Coreografía de Power Peralta, performance de "Pégate". - David Bisbal: Medley ("Mi princesa" / "Dígale" / "Esclavo de sus besos" / "Ave Maria" / "A partir de hoy" / "Perdón"). - Augusto Schuster: "A mi manera", "Mi regalo" (canción oficial Teletón 2018), "Me enamoré". - Musical de homenaje a Lucho Gatica por integrantes de Rojo y Andrés de León - Raphael: "Gracias a la vida" (tema de Violeta Parra), "Escándalo". - Becky G: "Mayores" y "Sin pijama". - Leslie Grace: "Díganle" (con Becky G). - Paulina Rubio: "Ni una sola palabra" y "Suave y sutil". - Noche de Brujas: Medley de éxitos. |

## Participantes

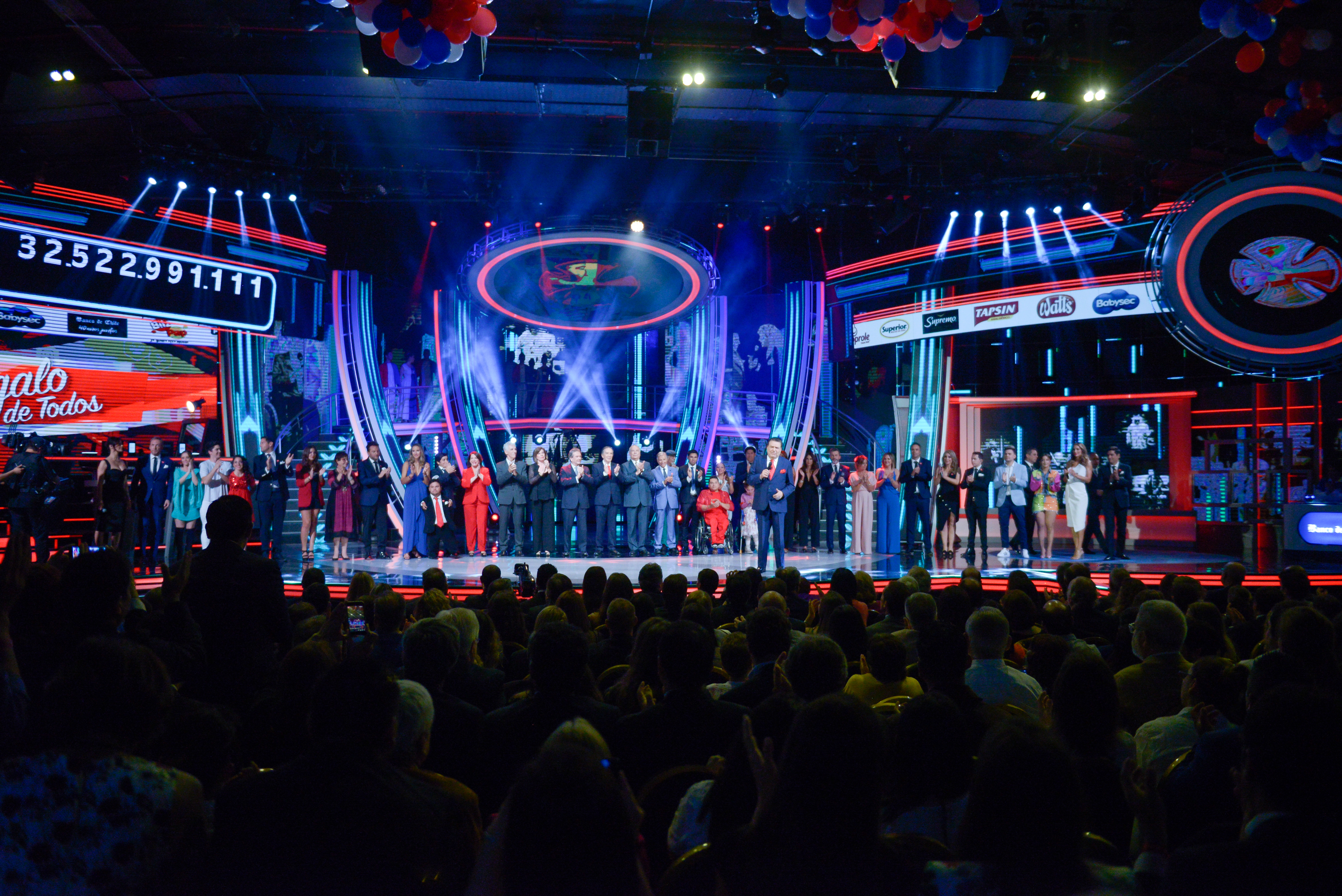
Escenario de la Teletón 2018.

| - Augusto Schuster (intérprete del himno oficial «Mi Regalo») - Camila Gallardo - Bombo Fica - Tomo Como Rey - Cantando Aprendo a Hablar - Sinergia - Los Jaivas - Denise Rosenthal - Javiera Mena - Consuelo Schuster - La Combo Tortuga - Cantantes del Clan Rojo - Andrés De León - W24 - Emmanuel - Paulina Rubio - David Bisbal - Raphael - Adexe y Nau - Luciano Pereyra - Leslie Grace - Becky G - Gente de Zona - Cali y El Dandee Los presentadores que participaron del evento televisivo son: - Mario Kreutzberger Don Francisco - Tonka Tomicic - Lucho Jara - Martín Cárcamo - Carolina De Moras - Rafael Araneda - Karen Doggenweiler - Katherine Salosny - Cristian Sánchez - José Miguel Viñuela - Karla Constant - Diana Bolocco - Julián Elfenbein - Amaro Gómez Pablos - Jean Philippe Cretton - Cecilia Bolocco - Julia Vial - Gianfranco Marcone - Miguel "Serrucho" Valenzuela - Alejandra Valle - Catalina Edwards - Gustavo Huerta - Matías Vega - Cata Salazar - Joaquín Méndez - Camila Stuardo - Begoña Basauri - Nacho Pop - Germán Schiessler - Jorge Zabaleta - Julio Videla - Javiera Contador - Millaray Viera - Bruno Zaretti - Juan La Rivera - Paulina Nin de Cardona - Javier Miranda - Pablo Aguilera - Karina Álvarez - Alipio Vera - Eduardo de la Iglesia - José Antonio Neme | - Polo Ramírez (Arica) - Fernando Solabarrieta (La Serena) - Soledad Onetto (Isla de Pascua) - Carolina Escobar (Chillán) - Eduardo Fuentes (Concepción) - María Luisa Godoy (Concepción) - César Campos (Puerto Montt) - Scarleth Cárdenas (Punta Arenas) - Gonzalo Ramírez | - Fernando Godoy (Regiones de Arica-Parinacota y de Tarapacá) - Catalina Vallejos (Región de Antofagasta) - Carmen Gloria Arroyo (Región de Atacama) - Teresita Reyes (Región de Coquimbo) - Michelle Adam (Región de Valparaíso) - Iván Zamorano (Región Metropolitana) - Juan Pablo Queraltó (Región del Libertador General Bernardo O'Higgins) - Angélica Castro (Región del Maule) - Francisco Saavedra (Región de Ñuble) - Karol Lucero (Regiones del Bío-Bío y de la Araucanía) - Yazmín Vásquez (Región de los Ríos) - Daniel Fuenzalida (Región de los Lagos) - Óscar Álvarez "Oscarito" (Regiones de Aysén del General Carlos Ibáñez del Campo y de Magallanes y de la Antártica Chilena) - Fernando González (Redes internacionales) - Gabriela Hernández (Participación especial) - ADN Radio Chile - Radio Agricultura - Radio Bío-Bío - Radio Cooperativa - Radio Portales - Radioactiva - Candela FM - Radio Carolina - Radio La Clave - Radio Concierto - Los 40 - Disney Chile - Radio Imagina - Radio Pudahuel - Rock & Pop - Play FM - Sonar FM - Tele13 Radio |

## Recaudación

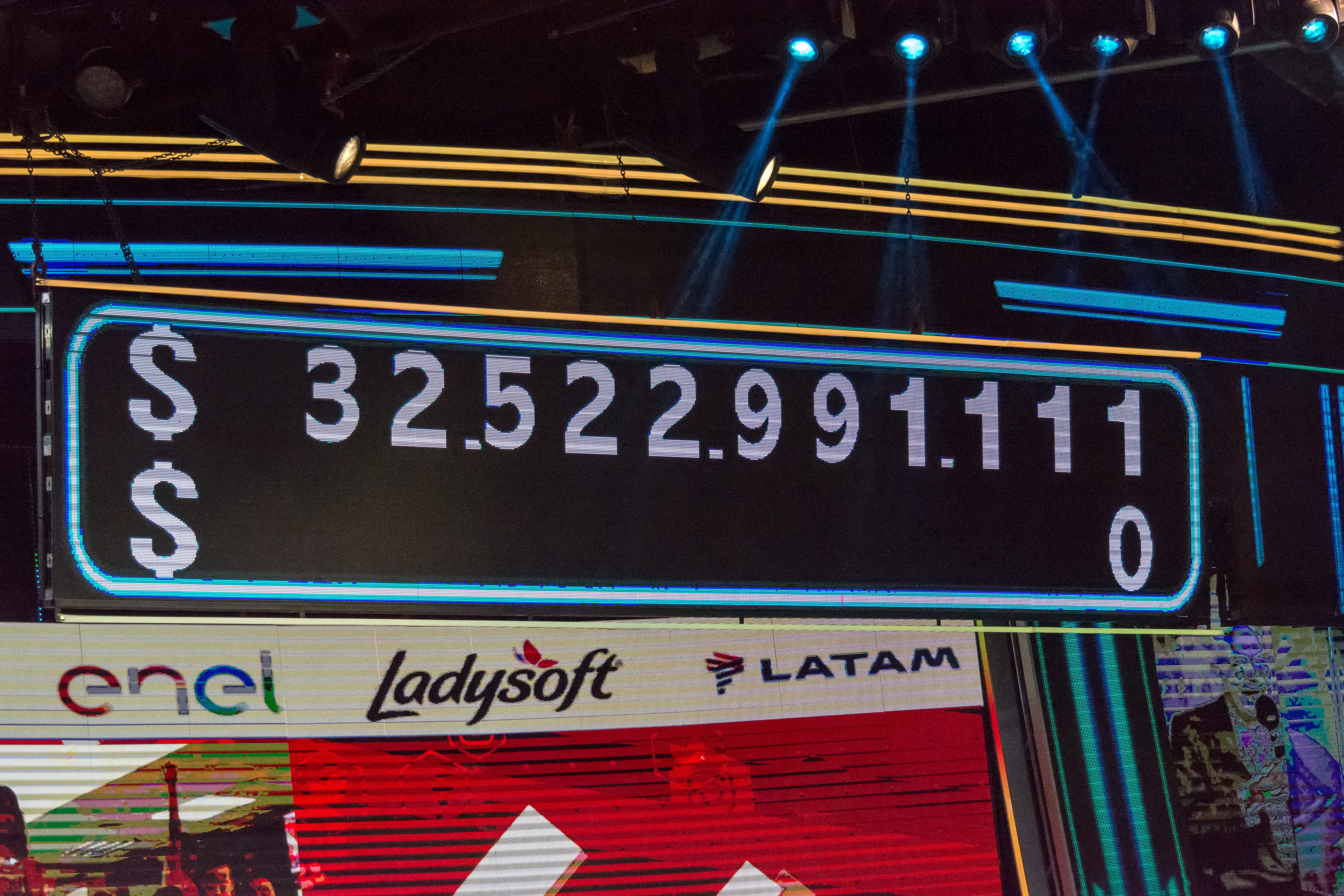
Tablero con la meta en el Teatro Teletón: 32 522 991 111.

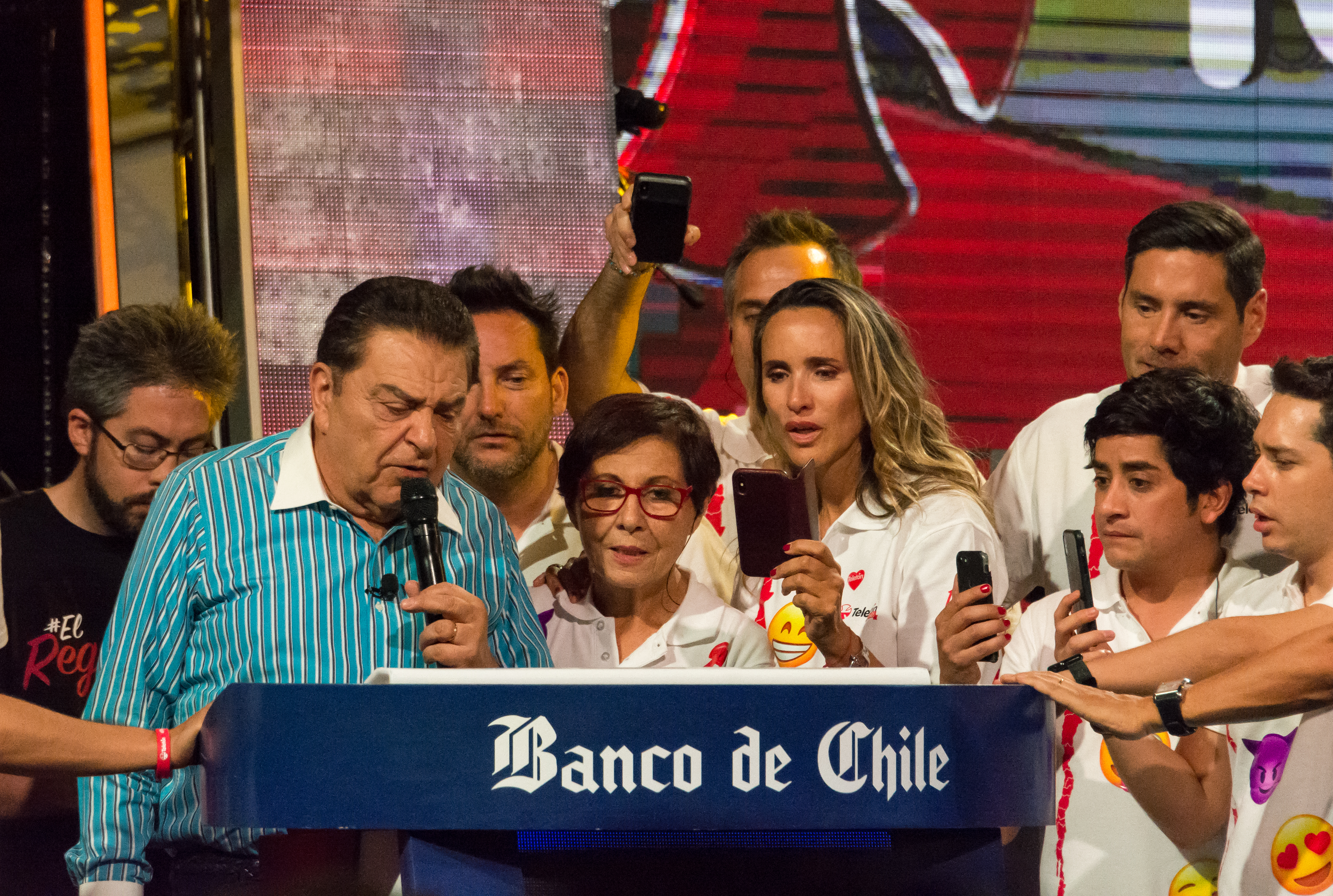
Lectura del cómputo parcial a las 18:53, indicando: 11 420 847 943.

### Cómputos parciales
Por cuarto año consecutivo se utiliza el sistema tradicional de contabilización de las donaciones de empresas auspiciadoras, previamente utilizado entre 1978 y 2003, en el cual la donación de cada auspiciador ingresa en el monto recaudado solamente cuando la empresa se presenta en el escenario del Teatro Teletón o en el Estadio Nacional.
| Hora            | Monto en pesos   | % meta   | Monto en dólares | Monto en euros  |
| --------------- | ---------------- | -------- | ---------------- | --------------- |
| 22:52           | $ 4 890          | < 0,01 % | $ 7,31           | € 6,44          |
| 01:02           | $ 4 276 073 333  | 13,14 %  | $ 6 387 633,25   | € 5 614 739,53  |
| 07:33           | $ 5 888 057 386  | 18,10 %  | $ 8 418 365,50   | € 7 731 370,81  |
| 09:49           | $ 6 193 510 290  | 19,04 %  | $ 9 251 916,24   | € 8 132 448,71  |
| 12:24           | $ 7 278 737 382  | 22,38 %  | $ 10 886 481,60  | € 9 569 234,19  |
| 15:48           | $ 8 559 463 174  | 26,31 %  | $ 12 786 195,98  | € 11 239 086,08 |
| 18:53           | $ 11 420 847 943 | 35,12 %  | $ 16 922 270,40  | € 14 952 264,29 |
| 20:06           | $ 13 495 297 805 | 41,49 %  | $ 19 995 982,76  | € 17 668 150,42 |
| 21:21           | $ 18 721 397 991 | 57,56 %  | $ 27 739 495,40  | € 24 298 195,71 |
| 22:43           | $ 22 510 462 029 | 69,21 %  | $ 33 693 828,57  | € 29 687 650,86 |
| 23:40           | $ 24 324 213 230 | 74,79 %  | $ 36 367 880,54  | € 32 081 804,11 |
| 01:02           | $ 29 923 205 138 | 92,01 %  | $ 44 739 105,82  | € 39 451 497,88 |
| 01:52           | $ 32 851 438 341 | 101,01 % | $ 49 107 133,63  | € 43 312 153,36 |
| 27 de diciembre | $ 37 954 551 757 | 116,7 %  | $ 56 733 261,22  | € 49 874 575,23 |

### Aportes de marcas auspiciadoras
En esta versión fueron 21 los auspiciadores de la campaña:
| Empresa         | Giro                     | Monto en pesos  | Monto en dólares | Monto en euros  |
| --------------- | ------------------------ | --------------- | ---------------- | --------------- |
| Banco de Chile  | Banco                    | $ 1 450 000 000 | $ 2.119.872,513  | € 1.888.390,593 |
| Babysec         | Pañales                  | $ 500 000 000   | $ 730.990,522    | € 651.169,170   |
| Confort         | Papel higiénico          | $ 500 000 000   | $ 730.990,522    | € 651.169,170   |
| Cotidian        | Pañales para adultos     | $ 500 000 000   | $ 730.990,522    | € 651.169,170   |
| LadySoft        | Toallas femeninas        | $ 500 000 000   | $ 730.990,522    | € 651.169,170   |
| Nova            | Papel absorbente         | $ 500 000 000   | $ 730.990,522    | € 651.169,170   |
| Cachantún       | Agua mineral             | $ 856 346 410   | $ 1.251.962,22   | € 1.115.252,76  |
| Bilz y Pap      | Gaseosa                  | $ 856 346 410   | $ 1.251.962,22   | € 1.115.252,76  |
| Cerveza Cristal | Cerveza                  | $ 856 346 410   | $ 1.251.962,22   | € 1.115.252,76  |
| Watt's          | Néctar                   | $ 856 346 410   | $ 1.251.962,22   | € 1.115.252,76  |
| Claro           | Telecomunicaciones       | $ 345 348 305   | $ 504.892,675    | € 449.760,338   |
| Colún           | Productos lácteos        | $ 206 438 781   | $                | €               |
| Copec           | Gasolinera               | $ 420 000       | $                | €               |
| Enel Chile      | Energía eléctrica        | $ 300 000       | $                | €               |
| LATAM Airlines  | Aerolíneas               | $ 210 790 000   | $                | €               |
| Omo             | Detergentes              | $ 186 000       | $                | €               |
| Ripley          | Tiendas por departamento | $ 400 000       | $                | €               |
| Soprole         | Productos lácteos        | $ 373 000       | $                | €               |
| Superior        | Bolsa de basura          | $ 360 000       | $                | €               |
| Té Supremo      | Té                       | $ 360 000       | $                | €               |
| Tapsin          | Farmacéutica             | $ 148 500 000   | $                | €               |
| Total           | Total                    | $ 5 756 423 496 | $                | €               |

### Tareas
La tareas de esta versión fueron las siguientes:
| Empresa        | Descripción | Estado  |
| -------------- | --- | ------- |
| CCU            | CCU invitó a ser parte de las "27 toneladas de amor" que se realizó con el apoyo del Ministerio del Medio Ambiente. De cumplir la meta, CCU entregaría un importante aporte adicional a la Teletón. A las 22:53 horas, se anunció que se lograron reunir 65 toneladas, con lo cual entregaron un monto de $ 856.346.410.-, en conjunto a las ventas de sus productos y a la campaña "1 más 1". | Logrado |
| Banco de Chile | "Corrida Teletón Banco de Chile". Es una corrida que se realizó en el centro de Santiago,y la partida fue en la Plaza de la Ciudadanía. La corrida empezó a las 10:00 de la mañana. El fin de esta acción fue invitar a la comunidad a participar y motivarlos a ser parte de esta tarea. De esta manera, Banco de Chile incrementaría su aporte en el Estadio Nacional. Además, y a través de la aplicación "Misión Cigüeña" disponible en AppStore (iOS) y Google Play (Android), la idea era conseguir la mayor cantidad de puntos y así el banco también aumentaría su donación, lo que se consiguió ampliamente. | Logrado |
| Unimarc        | Se invitó a todos a dejar sus buenos deseos para los niños de la Teletón en los 290 supermercados Unimarc repartidos del país. Aunque el aporte estaba comprometido, se aumentaría la donación si se consiguiese la mayor cantidad de buenos deseos, tal como ocurrió el año anterior. A las 23:37 horas se anunció que la cantidad donada es de $ 1.430.000.000.- | Logrado |

### Subastas
Las subastas que se hicieron fueron:
| Objeto | Mayor oferta |
| --- | ------------ |
| Camiseta Colo-Colo de Jorge Valdivia, autografiada por todo el plantel.                                           | $ 870 000    |
| Camiseta Colo-Colo de Jorge Valdivia (visita), autografiada por todo el plantel.                                  | $ 575 000    |
| Camiseta Colo-Colo de Esteban Paredes, por todo el plantel.                                                       | $ 1 125 000  |
| Camiseta Colo-Colo (alternativa, con rayas), autografiada por todo el plantel.                                    | $ 425 000    |
| Camiseta Universidad de Chile de Rafael Vaz, autografiada por todo el plantel.                                    | $ 325 000    |
| Camiseta Universidad de Chile de Matías Rodríguez, autografiada por todo el plantel.                              | $ 275 000    |
| Camiseta Universidad de Chile de Rodrigo Echeverría, autografiada por todo el plantel.                            | $ 250 000    |
| Camiseta Universidad de Chile de Johnny Herrera, autografiada por el.                                             | $ 450 000    |
| Camiseta Universidad de Chile de Gustavo Lorenzetti, autografiada por todo el plantel.                            | $ 250 000    |
| Camiseta Universidad de Chile de Angelo Henríquez, autografiada por todo el plantel.                              | $ 350 000    |
| Camiseta Universidad de Chile de Gonzalo Jara.                                                                    | $ 150 000    |
| Camiseta Universidad Católica de César Munder, autografiada por todo el plantel.                                  | $ 475 000    |
| Camiseta Universidad Católica de Cristian Álvarez, autografiada por todo el plantel.                              | $ 575 000    |
| Camiseta Universidad Católica de Sebastián Sáez, autografiada por todo el.                                        | $ 475 000    |
| Camiseta Universidad Católica (visita), autografiada por todo el plantel.                                         | $ 575 000    |
| Camiseta Universidad de Concepción de Luis Pedro Figueroa, autografiada por todo el plantel.                      | $ 375 000    |
| Camiseta Unión Española de Juan Pablo Gómez, autografiada por todo el plantel.                                    | $ 450 000    |
| Camiseta Everton, autografiada por todo el plantel.                                                               | $ 300 000    |
| Camiseta Audax Italiano de Iván Ledezma, autografiada por todo el plantel.                                        | $ 225 000    |
| Camiseta Huachipato de Esteban González, autografiada por todo el plantel.                                        | $ 175 000    |
| Camiseta Deportes Antofagasta de Eduard Bello, autografiada por el.                                               | $ 150 000    |
| Camiseta Unión La Calera de Josepablo Monreal , autografiada por todo el plantel.                                 | $ 200 000    |
| Camiseta O'Higgins, autografiada por todo el plantel.                                                             | $ 275 000    |
| Camiseta O'Higgins (visita) de Pablo Calandria, autografiada por el.                                              | $ 225 000    |
| Camiseta Deportes Iquique de Misael Cubillos, autografiada por todo el plantel.                                   | $ 175 000    |
| Camiseta San Luis, autografiada por todo el plantel.                                                              | $ 100 000    |
| Camiseta Curicó Unido de Alexander Pastene, autografiada por todo el plantel.                                     | $ 175 000    |
| Camiseta Deportes Temuco de Cristóbal Vergara, autografiada por todo el plantel.                                  | $ 175 000    |
| Camiseta Palestino de Felipe Nuñez.autografiada por el.                                                           | $ 250 000    |
| Camiseta Palestino (visita), autografiada por todo el plantel.                                                    | $ 325 000    |
| Camiseta Santiago Wanderers (suplente), autografiada por todo el plantel.                                         | $ 175 000    |
| Camiseta Santiago Wanderers (titular), autografiada por todo el plantel.                                          | $ 275 000    |
| Pack indumentaria Coquimbo Unido (local).autografiada por todo el plantel.                                        | $ 100 000    |
| Pack indumentaria Coquimbo Unido (visita).autografiada por todo el plantel.                                       | $ 100 000    |
| Camiseta Coquimbo Unido Campeón Primera B.autografiada por todo el plantel.                                       | $ 100 000    |
| Camiseta Deportes Valdivia de Rubén Farfán, autografiada por Víctor Cancino y Pedro González.                     | $ 125 000    |
| Camiseta Deportes Melipilla de Fernando Meneses, autografiada por el.                                             | $ 100 000    |
| Camiseta San Marcos de Arica de Alan Fernández.autografiada por el.                                               | $ 100 000    |
| Camiseta San Marcos de Arica (visita) de Matías Ávila.autografiada por el.                                        | $ 100 000    |
| Camiseta Rangers de Nicolás Peric, autografiada por el.                                                           | $ 175 000    |
| Camiseta Magallanes de Mark González, autografiada por el.                                                        | $ 175 000    |
| Camiseta Magallanes de Sebastián Abreu, autografiada por el.                                                      | $ 300 000    |
| Camiseta Ñublense de Emanuel Croce.autografiada por el.                                                           | $ 75 000     |
| Camiseta Santiago Morning dedicada a los 40 años de Teletón. autografiada por todo el plantel.                    | $ 100 000    |
| Camiseta Deportes La Serena de Mauricio Salazar, autografiada por el.                                             | $ 100 000    |
| Camiseta Unión San Felipe de Mathias Crocco, autografiada por el.                                                 | $ 125 000    |
| Camiseta Cobreloa de Matías Fernández, autografiada por todo el plantel.                                          | $ 150 000    |
| Camiseta Deportes Puerto Montt de Pablo Soto, autografiada por todo el plantel.                                   | $ 125 000    |
| Camiseta Barnechea de Cristián Muñoz, autografiada por el.                                                        | $ 100 000    |
| Camiseta Deportes Copiapó.autografiada por todo el plantel.                                                       | $ 50 000     |
| Camiseta Deportes Concepción de Matías Matus, autografiada por todo el plantel.                                   | $ 550 000    |
| Camiseta Fernández Vial de Miguel Jiménez, autografiada por todo el plantel.                                      | $ 150 000    |
| Camiseta Barcelona de Arturo Vidal, autografiada por el.                                                          | $ 1 300 000  |
| Camiseta Barcelona (visita) de Arturo Vidal, autografiada por él, que ocupó en un partido de la Champions League. | $ 3 925 000  |
| Camiseta Manchester United de Alexis Sánchez, autografiada por el.                                                | $ 1 325 000  |
| Camiseta Alavés de Guillermo Maripan, autografiada por el.                                                        | $ 350 000    |
| Camiseta Bursaspor de Cristóbal Jorquera, autografiada por el.                                                    | $ 175 000    |
| Camiseta Morelia de Sebastián Vegas.autografiada por todo el plantel.                                             | $ 150 000    |
| Camiseta Zalgiris de Diego Oyarzún, autografiada por el.                                                          | $ 100 000    |
| Camiseta Racing de Avellaneda de Marcelo Díaz, autografiada por el.                                               | $ 575 000    |
| Camiseta Kalmar de Marko Biskupovic, autografiada por el.                                                         | $ 175 000    |
| Camiseta Corinthians negra homenaje a Ayrton Senna de Henrique.                                                   | $ 300 000    |
| Camiseta Boca Juniors de Emmanuel Mas.autografiada por todo el plantel.                                           | $ 400 000    |
| Camiseta Sao Paulo de Robert Arboleda.autografiada por todo el plantel.                                           | $ 125 000    |
| Camiseta Palmeiras de Willian.autografiada por todo el plantel.                                                   | $ 200 000    |
| Camiseta Botafogo de Leonardo Valencia.autografiada por todo el plantel.                                          | $ 125 000    |
| Camiseta Olympiakos de Pablo Contreras.autografiada por todo el plantel.                                          | $ 225 000    |
| Camiseta Sporting Cristal de Carlos Lobatón, autografiada por todo el plantel.                                    | $ 225 000    |
| Camiseta Universitario de Javier Núñez, autografiada por todo el plantel.                                         | $ 125 000    |
| Camiseta Leeds United, autografiada por Marcelo Bielsa.                                                           | $ 750 000    |
| Camiseta selección chilena en Francia'98 de Iván Zamorano.autografiada por el.                                    | $ 400 000    |
| Camiseta selección chilena en Francia'98 de Marcelo Salas (réplica), autografiada por el.                         | $ 600 000    |
| Camiseta selección chilena en Francia'98 de Miguel Ramírez, autografiada por el.                                  | $ 425 000    |
| Camiseta selección chilena de Jean Coliqueo.autografiada por el.                                                  | $ 425 000    |
| Camiseta selección chilena de Gary Medel, autografiada por el.                                                    | $ 650 000    |
| Camiseta Selección Chilena Femenina de Christiane Endler, autografiada por todo el plantel.                       | $ 625 000    |
| Camiseta Selección Argentina de Sergio Agüero.autografiada por todo el plantel.                                   | $ 325 000    |
| Camiseta Selección Panamá de Luis Tejada.autografiada por todo el plantel.                                        | $ 100 000    |
| Camiseta Selección Brasileña de Gabriel Jesús (2017).autografiada por todo el plantel.                            | $ 325 000    |
| Camiseta Colo-Colo de Marcelo Barticciotto (réplica) de 1991, autografiada por el.                                | $ 550 000    |
| Camiseta Colo-Colo de Daniel Morón (réplica) de 1991, autografiada por el.                                        | $ 300 000    |
| Camiseta Universidad de Chile de Sergio Vargas (réplica) de 1992, autografiada por el.                            | $ 500 000    |
| Camiseta Cobresal (réplica) de 1987, autografiada por varios futbolistas nacionales.                              | $ 100 000    |
| Camiseta Fiorentina de David Pizarro en 2012, autografiada por el.                                                | $ 400 000    |
| Camiseta Colo-Colo (niño 1),autografiada Marcelo Barticciotto y Esteban Paredes.                                  | $ 225 000    |
| Camiseta Colo-Colo (niño 2),autografiada Marcelo Barticciotto y Esteban Paredes.                                  | $ 275 000    |
| Camiseta Universidad de Chile (niño).autografiada por Marcelo Salas y Johnny Herrera.                             | $ 225 000    |
| Camiseta Universidad de Chile (niño), autografiada por Marcelo Salas y Johnny Herrera.                            | $ 175 000    |
| Camiseta de árbitro Mundial Rusia 2018, autografiada por todos los árbitros de esa contienda.                     | $ 325 000    |
| Camiseta para hinchas del Lazio, con autógrafo de Marcelo Salas.                                                  | $ 225 000    |
| Camiseta hecha para niño en los 30 años de Teletón, con autógrafo de Marcelo Salas.                               | $ 50 000     |
| Camiseta Teletón 30 años que ocupó Marcelo Salas, autografiada por el.                                            | $ 175 000    |
| Camiseta El Regalo de Todos, autografiada por varios futbolistas nacionales.                                      | $ 225 000    |
| Camiseta Comité Olímpico Chile, firmada por Isidora Jiménez.                                                      | $ 150 000    |
| Balón fútbol firmado por algunos jugadores de la Selección Chilena.                                               | $ 475 000    |
| Balón fútbol firmado por algunos jugadores de la Selección Chilena Femenina.                                      | $ 425 000    |
| Balón fútbol firmado por algunos jugadores de la Selección Chilena Sub-20.                                        | $ 175 000    |
| Balón usado en la final ida de Copa Libertadores donado por el árbitro chileno Roberto Tobar.                     | $ 2 250 000  |
| Balón (réplica) Mundial 1962, autografiado por Leonel Sánchez y Marcelo Salas (1).                                | $ 325 000    |
| Balón (réplica) Mundial 1962, autografiado por Leonel Sánchez y Marcelo Salas (2).                                | $ 350 000    |
| Parka Coquimbo Unido.                                                                                             | $ 100 000    |
| Zapatos fútbol de Marcelo Díaz, autografiado por el.                                                              | $ 350 000    |
| Jineta capitán de Milovan Mirosevic (1).autografiado por el.                                                      | $ 200 000    |
| Jineta capitán de Milovan Mirosevic (2).autografiado por el.                                                      | $ 220 000    |
| Raqueta tenis de Fernando González, autografiada por el.                                                          | $ 625 000    |
| Raqueta tenis de Nicolás Massu, autografiada por el.                                                              | $ 600 000    |
| Raqueta tenis de Nicolás Jarry, autografiada por el.                                                              | $ 925 000    |
| Cuadro "Chamana Vikinga” por Hernán Valdovinos.                                                                   | $ 1 050 000  |
| Cuadro "Bosque” por Benjamín Edwards.                                                                             | $ 1 150 000  |
| Cudro "Los Seres y La Luz” por Hernán Paravic.                                                                    | $ 1 050 000  |
| Cuadro "Ángeles” por Tere Ortuzar.                                                                                | $ 1 050 000  |
| Cuadro "Voy y Vuelvo" por Fernanda Saldivia.                                                                      | $ 1 050 000  |
| Cuadro "Mujer" por Luis López Cruz.                                                                               | $ 1 250 000  |
| Cuadro "Reflejos” por Jeannette Canale.                                                                           | $ 1 100 000  |
| Cuadro "Robot aspiradora" pintado por Totoy Zamudio.                                                              | $ 1 050 000  |
| Pintura Mario Gómez.                                                                                              | $ 3 700 000  |
| Peluche "Teletín" autografiado por Arturo Vidal, Alexis Sánchez, Esteban Paredes y Gary Medel.                    | $ 240 000    |
| Peluche "Teletín" autografiado por algunos jugadores de Universidad de Chile.                                     | $ 100 000    |
| Peluche "Teletín" autografiado por Marc Anthony.                                                                  | $ 120 000    |
| Peluche "Teletín" autografiado por Romeo Santos.                                                                  | $ 120 000    |
| Libro Don Francisco "Quien Soy".                                                                                  | $ 130 000    |
| Guitarra grupo "Piso 21".                                                                                         | $ 400 000    |
| Trofeo "Copihue de Oro" donado por el diario La Cuarta.                                                           | $ 550 000    |
| Roku Streaming Stick.                                                                                             | $ 75 000     |
| Audífonos para gamer Stealth 300 + Polera FIFA.                                                                   | $ 90 000     |
| Mochila Hongo MB y consola Nintendo Nes Classic.                                                                  | $ 150 000    |
| Videojuego Nintendo Switch Mario Tennis Aces y Polera Nintendo.                                                   | $ 120 000    |
| Gorra Cappy. | $ 150 000    |
| Cartera Pokémon Pikachu.                                                                                          | $ 175 000    |
| Videojuego Pokémon Eevee y Juego Pokémon Trading Card Game.                                                       | $ 110 000    |
| Videojuego Pokémon Pikachu y Juego Pokémon Trading Card Game.                                                     | $ 100 000    |
| Magic Table donada por Jorge Valdivia junto a la camiseta de la Selección Chilena de Arturo Vidal.                | $ 900 000    |
| Total aporte de subastas                                                                                          | $ 55 400 000 |